# Дубйо (Калузька область)
Дубйо (рос. Дубье) — присілок в Мосальському районі Калузької області Російської Федерації.
Населення становить 10 осіб. Входить до складу муніципального утворення Присілок Вороніно.

## Історія
Від 2004 року входить до складу муніципального утворення Присілок Вороніно.

## Населення
1. Н/Д[2]